# Grande Prêmio da Itália de 2004
Resultados do Grande Prêmio da Itália de Fórmula 1 realizado em Monza em 12 de setembro de 2004. Décima quinta etapa da temporada, foi vencido pelo brasileiro Rubens Barrichello, que subiu ao pódio junto a Michael Schumacher numa dobradinha da Ferrari, com Jenson Button em terceiro pela BAR-Honda.

## Resumo
- David Couthard largou do pit lane.
- Última corrida de Jarno Trulli pela Renault.
- Última corrida de Giorgio Pantano. Ele saiu da equipe Jordan após a corrida, sendo substituído por Timo Glock para as três corridas restantes da temporada.

## Classificação

### Treinos oficiais
| Pos.   | Nº | Piloto               | Equipe           | Tempo    | Dif.    | Grid |
| ------ | -- | -------------------- | ---------------- | -------- | ------- | ---- |
| 1      | 2  | Rubens Barrichello   | Ferrari          | 1:20.089 | —       | 1    |
| 2      | 3  | Juan Pablo Montoya   | Williams-BMW     | 1:20.620 | + 0.531 | 2    |
| 3      | 1  | Michael Schumacher   | Ferrari          | 1:20.637 | + 0.548 | 3    |
| 4      | 8  | Fernando Alonso      | Renault          | 1:20.645 | + 0.556 | 4    |
| 5      | 10 | Takuma Sato          | BAR-Honda        | 1:20.715 | + 0.626 | 5    |
| 6      | 9  | Jenson Button        | BAR-Honda        | 1:20.786 | + 0.697 | 6    |
| 7      | 6  | Kimi Räikkönen       | McLaren-Mercedes | 1:20.877 | + 0.788 | 7    |
| 8      | 4  | Antônio Pizzonia     | Williams-BMW     | 1:20.888 | + 0.799 | 8    |
| 9      | 7  | Jarno Trulli         | Renault          | 1:21.027 | + 0.938 | 9    |
| 10     | 5  | David Coulthard      | McLaren-Mercedes | 1:21.049 | + 0.960 | 10   |
| 11     | 16 | Ricardo Zonta        | Toyota           | 1:21.520 | + 1.431 | 11   |
| 12     | 14 | Mark Webber          | Jaguar-Cosworth  | 1:21.602 | + 1.513 | 12   |
| 13     | 17 | Olivier Panis        | Toyota           | 1:21.841 | + 1.752 | 13   |
| 14     | 15 | Christian Klien      | Jaguar-Cosworth  | 1:21.989 | + 1.900 | 14   |
| 15     | 11 | Giancarlo Fisichella | Sauber-Petronas  | 1:22.239 | + 2.150 | 15   |
| 16     | 12 | Felipe Massa         | Sauber-Petronas  | 1:22.287 | + 2.198 | 16   |
| 17     | 18 | Nick Heidfeld        | Jordan-Ford      | 1:22.301 | + 2.212 | 20¹  |
| 18     | 19 | Giorgio Pantano      | Jordan-Ford      | 1:23.239 | + 3.150 | 17   |
| 19     | 20 | Zsolt Baumgartner    | Minardi-Cosworth | 1:24.808 | + 4.719 | 18   |
| 20     | 21 | Gianmaria Bruni      | Minardi-Cosworth | 1:24.910 | + 4.821 | 19   |
| Fonte: |    |                      |                  |          |         |      |

- Nota 1:  Nick Heidfeld foi punido com a perda de dez posições por trocar o motor na sessão livre de sexta-feira.

### Corrida
| Pos.   | Nº | Piloto               | Construtor       | Voltas | Tempo/Diferença | Grid | Pontos |
| ------ | -- | -------------------- | ---------------- | ------ | --------------- | ---- | ------ |
| 1      | 2  | Rubens Barrichello   | Ferrari          | 53     | 1:15:18.448     | 1    | 10     |
| 2      | 1  | Michael Schumacher   | Ferrari          | 53     | + 1.347         | 3    | 8      |
| 3      | 9  | Jenson Button        | BAR-Honda        | 53     | + 10.197        | 6    | 6      |
| 4      | 10 | Takuma Sato          | BAR-Honda        | 53     | + 15.370        | 5    | 5      |
| 5      | 3  | Juan Pablo Montoya   | Williams-BMW     | 53     | + 32.352        | 2    | 4      |
| 6      | 5  | David Coulthard      | McLaren-Mercedes | 53     | + 33.439        | 10   | 3      |
| 7      | 4  | Antônio Pizzonia     | Williams-BMW     | 53     | + 33.752        | 8    | 2      |
| 8      | 11 | Giancarlo Fisichella | Sauber-Petronas  | 53     | + 35.431        | 15   | 1      |
| 9      | 14 | Mark Webber          | Jaguar-Cosworth  | 53     | + 56.761        | 12   |        |
| 10     | 7  | Jarno Trulli         | Renault          | 53     | + 1:06.316      | 9    |        |
| 11     | 16 | Ricardo Zonta        | Toyota           | 53     | + 1:22.531      | 11   |        |
| 12     | 12 | Felipe Massa         | Sauber-Petronas  | 52     | + 1 volta       | 16   |        |
| 13     | 15 | Christian Klien      | Jaguar-Cosworth  | 52     | + 1 volta       | 14   |        |
| 14     | 18 | Nick Heidfeld        | Jordan-Ford      | 52     | + 1 volta       | 20   |        |
| 15     | 21 | Zsolt Baumgartner    | Minardi-Cosworth | 50     | + 3 voltas      | 19   |        |
| Ret    | 8  | Fernando Alonso      | Renault          | 40     | Rodada          | 4    |        |
| Ret    | 19 | Giorgio Pantano      | Jordan-Ford      | 33     | Acidente        | 17   |        |
| Ret    | 20 | Gianmaria Bruni      | Minardi-Cosworth | 29     | Incêndio        | 18   |        |
| Ret    | 6  | Kimi Räikkönen       | McLaren-Mercedes | 13     | Motor           | 7    |        |
| Ret    | 17 | Olivier Panis        | Toyota           | 0      | Colisão         | 13   |        |
| Fonte: |    |                      |                  |        |                 |      |        |

## Tabela do campeonato após a corrida
| Pos.   | Piloto             | Pontos |
| ------ | ------------------ | ------ |
| 1      | Michael Schumacher | 136    |
| 2      | Rubens Barrichello | 98     |
| 3      | Jenson Button      | 71     |
| 4      | Jarno Trulli       | 46     |
| 5      | Fernando Alonso    | 45     |
| Fonte: |                    |        |

| Pos.   | Equipe           | Pontos |
| ------ | ---------------- | ------ |
| 1      | Ferrari          | 234    |
| 2      | BAR-Honda        | 94     |
| 3      | Renault          | 91     |
| 4      | Williams-BMW     | 60     |
| 5      | McLaren-Mercedes | 52     |
| Fonte: |                  |        |

- Nota: Somente as primeiras cinco posições estão listadas e os campeões da temporada surgem grafados em negrito.